# لطیفه نبی‌زاده
لطیفه نبی‌زاده (۱۹۶۹) فرد نظامی اهل افغانستان است. وی در قوای هوائی افغانستان خلبان هلیکوپتر میل-۱۷ است.